# 街头露宿罪
街头露宿罪，指的是部分国家或州、市为了使无家可归的人離開城市街道，以法律形式规定在城市避难所有空位的情况下，在城市公共道路上露营或睡觉的行为为犯罪。

## 国家

### 匈牙利
据美国有线电视新闻网2018年10月15日报道，匈牙利修改宪法，认定无家可归者露宿街头是犯罪行为，该项新法律禁止无家可归者“寄宿在公共场所”，同时赋予警察从街上驱赶无家可归者，并没收其财物的权力。2013年，匈牙利政府就曾通过一项法律，规定露宿街头是一种刑事犯罪，并允许警方对这些人进行罚款。

### 美国
2019年11月8日凤凰卫视美洲台援引美国有线电视新闻网（CNN）报道称，为了使无家可归的人脱离城市街道，拉斯维加斯市议会通过了一项法令，在城市避难所有空位的情况下，在城市公共道路上露营或睡觉的行为则将被定为犯罪。拉斯维加斯公共事务经理戴安娜·保罗说，这项指控最高可处以1,000美元的罚款或六个月的监禁。该法令将于下周日生效，不过刑事处罚要到2020年2月才适用。
据英国《每日邮报》2021年8月1日报道，洛杉矶新法案将从8月底生效。按照规定，“个人在某些公共场所150米范围内坐、躺、睡觉或搭帐篷均属违法行为”，场所包括学校、公园、图书馆、人行天桥、地下通道等。此外，在距离“街道、人行道或其他公共通行场所”300米范围内进行上述行为也属于犯罪。违反规定或阻碍市政人员执法的人则将面临刑事指控，或被处以最高6个月监禁和1000美元罚款。洛杉矶市长加塞蒂表示，此举不是为了惩罚无家可归者，而是为了促进公共区域的安全和清洁，因为“洛杉矶的流浪汉危机已经达到史无前例的程度”。

## 相关事件
2009年，美国八位无家可归者因违反市政府禁止在公共场所露宿的法规被警方逮捕并受到传唤。市法规把这种行为视为刑事犯罪。这八位无家可归者在“全美无家可归和贫困中心”等非盈利组织的帮助下，把博伊斯市政府告上了联邦法庭。美国司法部建议爱达荷州联邦地区法院在这个案子中采用联邦第九巡回上诉法院2006年在琼斯起诉洛杉矶市(Jones vs. City of Los Angeles)一案中的法律分析。法庭在那个案子中分析指出，无家可归者晚上如果没有得到收容所的床位，警方仍然对其实施反露宿法，就侵犯了他们的宪法权利。
2021年4月20日美国联邦法官戴维·卡特（David Carter）下令要求洛杉矶县以及洛杉矶市对无家可归者安置问题加速实施，要求政府必须在90天内解决单身女性游民以及无人陪伴的未成年游民的居住问题，在120天内解决以家庭为单位的无家可归者的安置问题，同时勒令在2021年10月18日前，为该地区每个无家可归者提供住所或庇护所。卡特批评称，正是由于洛杉矶县和洛杉矶市官员的不作为，才使得该地区游民危机日益严峻，所有借口，承诺，计划都无法掩饰这场危机的可耻现实，游民问题不仅对当地社区产生安全威胁，同时卫生隐患也一触即发，由于无家可归者大量聚集在城市的各个角落，迫使当地居民失去了街道，公路，学校以及海滩，大量公交车站，公园草地，商铺门前成为无家可归者的临时住所，而年复一年，看到只有更多的无家可归者，年复一年，看到更多的游民死在街头。根据在洛杉矶县的一份安置报告中显示，向无家可归者提供居所的项目中，大部分房间提供给了白人游民，卡特认为，当前正是因为洛杉矶政府政策中的种族主义结构长期存在，并威胁着其他族裔的利益，由此迫使少数族裔无家可归者激增。
2021年8月3日据环球网报道称，在洛杉矶有关法案通过后第2天，约50名抗议者在加塞蒂家外举行集会。洛杉矶市议会议员迈克·邦宁反对称，该市只有39%的无家可归者拥有庇护床位，“其他61%的人睡在哪里”？该法令也受到不少网友批评。有网友称，洛杉矶市议会根本就是在取缔无家可归者，而不是解决导致该现象存在的本质问题。